# East Cambridgeshire
Le East Cambridgeshire (littéralement « Cambridgeshire de l'Est ») est un district non métropolitain du Cambridgeshire, en Angleterre, dont le siège est Ely. 

## Géographie
Le district s'étend sur 651,3 km2 dans le sud-est du Cambridgeshire.

## Histoire
Le district est créé le 1er avril 1974, en vertu du Local Government Act de 1972, par la fusion du district urbain d'Ely et des districts ruraux d'Ely et de Newmarket.